# Лунде, Педер (младший)
Педер Лунде младший (норв. Peder Lunde; род. 9 февраля 1942, Осло) — норвежский яхтсмен, чемпион летних Олимпийских игр 1960 года в соревнованиях в классе Летучий голландец, серебряный призёр летних Олимпийских игр 1968 года в классе Звёздный.

## Спортивная биография
Педер Лунде родился в 1942 году в Осло в семье потомственных яхтсменов Педера Лунде старшего и Вибеке Лунде. Юный Педер пошёл по стопам родителей и также занялся парусным спортом. Уже в 18 лет Лунде младший дебютировал на летних Олимпийских играх. В Риме молодой норвежец в паре с Бьёрном Бергваллем стал обладателем золотой медали в дебютировавшем в программе Олимпийских игр классе Летучий голландец. На чемпионате мира 1962 года в классе Летучий голландец норвежец был близок к завоеванию награды, но остался только на 4-м месте. Летние Олимпийские игры 1964 года в Токио Лунде пропустил, а в 1968 году на Играх в Мехико норвежский яхтсмен выступил в классе Звёздный. Напарником Лунде стал Пер Олав Викен. Из 7-ми проведённых гонок норвежский экипаж одну выиграл и дважды становился вторым, что позволило Лунде и Викену по итогам соревнований стать обладателями серебряных наград.
На играх 1972 года в Мюнхене Лунде выступил в классе Темпест, только теперь напарником норвежца стал Аксель Гресвиг. Лишь раз норвежцы смогли попасть в тройку, став вторыми в 5-й гонке. По итогам всех 7-ми гонок норвежцы заняли итоговое 6-е место. В 1976 году на Играх в Монреале Лунде младший вновь стартовал в другом классе. Мортен Риекер, Ким Торкильдсен и Лунде в качестве рулевого выступили в классе Солинг. Норвежский экипаж очень слабо провёл олимпийский турнир, результатом чего стало итоговое 16-е место.

## Семья
Педер является представителем третьего поколения норвежской династии яхстменов. Помимо самого Педера в Олимпийских играх принимали участие:
- Эуген Лунде (дед) — чемпион летних Олимпийских игр 1924 года в классе 6 м.
- Педер Лунде старший (отец) — серебряный призёр летних Олимпийских игр 1952 года в классе 5,5 м, участник летних Олимпийских игр 1956 года.
- Вибеке Лунде (мать) — серебряная призёрка летних Олимпийских игр 1952 года в классе 5,5 м.
- Бёрре Фалькум-Хансен (дядя) — серебряный призёр летних Олимпийских игр 1952 года в классе 5,5 м
- Эуд Ваммен (жена) — участница зимних Олимпийских игр 1968 года в горнолыжном спорте.
- Маргит Ваммен (свояченица) — участница зимних Олимпийских игр 1952 года в горнолыжном спорте.
- Жанетт Лунде (дочь) — участница зимних Олимпийских игр 1994 года в горнолыжном спорте и участница летних Олимпийских игр 2000 года в парусном спорте.